# Calificările pentru Campionatul Mondial de Fotbal 2010 (CONCACAF)
La calificările pentru zona CONCACAF au participat 35 de echipe, care au jucat pentru cele 3 locuri care aduc calificarea automată la Campionatul Mondial de Fotbal 2010 din Africa de Sud, dar și pentru locul disponibil pentru playofful cu echipa de pe locul cinci din zona CONMEBOL.

## Format
În urma primelor două runde s-au redus numărul de participanți de la 35 la 24 și mai târziu la 12 selecționate. Cele 12 naționale rămase au fost împărțite în trei grupe de câte patru, urmând ca primele două din fiecare grupă să avanseze în runda a patra și ultima a calificărilor. Ruda a treia s-a desfășurat între august 2008 și noiembrie 2008. Primele 3 echipe din grupa de șase de la finalul rundei a patra (desfășurată între februarie și octombrie 2009) au obținut calificarea la Campionatul Mondial de Fotbal 2010. Locul patru a obținut accederea la playofful interfederații.

## Tragerea la sorți
Tragerea la sorți la data de 25 noiembrie 2007 în Durban, Africa de Sud și a determinat structura preliminariilor. Primele 13 selecționate au fost subdivizate după cum urmează:
- Urna A: Primele 3 selecționate, acestea ar fi capi de serie.
- Urna B: Următoarele 3 selecționate, acestea ar fi în urna a doua valorică.
- Urna C: Următoarele 6 selecționate, acestea nu se pot întâlni în runda a doua cu echipe din urnele A și B.
- Urna D: Sfântul Vincent și Grenadine, de asemenea nu va juca în prima rundă, iar în a doua rundă va juca împotriva unei echipe din urnele A, B sau C.

În runda a doua primelor 13 selecționate CONCACAF (conform clasmentului FIFA din mai 2007), li se vor alătura cele 11 echipe victorioase din prima rundă.
| Urna A (a doua rundă) (Clasate 1- 3) | Urna B (a doua rundă) (Clasate 4- 6) | Urna C (a doua rundă) (Clasate 7- 12) |
| ------------------------------------ | --- | --- |
| - Mexic - Statele Unite - Costa Rica | - Honduras - Panama - Trinidad și Tobago | - Jamaica - Cuba - Haiti - Guatemala - Canada - Guiana |
| Urna D (a doua rundă) (Clasat 13)    | Urna E (prima rundă) (Clasate 14- 24) | Urna F (prima rundă) (Clasate 25- 35) |
| - Sfântul Vincent și Grenadine       | - Barbados - Surinam - Bermuda - Antigua și Barbuda - Sfântul Kitts și Nevis - Republica Dominicană - El Salvador - Bahamas - Nicaragua - Grenada - Sfânta Lucia | - Insulele Turks și Caicos - Antilele Olandeze - Insulele Virgine Britanice - Dominica - Insulele Cayman - Puerto Rico - Anguilla - Belize - Insulele Virgine Americane - Montserrat - Aruba |

## Prima rundă
Cele 22 de echipe clasate 14 - 35 se confruntă în prima rundă. Echipele clasate 14–24 au fost trase la sorți împotriva echipelor clasate 25–35. Mai multe confruntări s-au diputat într-o singură manșă datorită lipsei stadioanelor conforme cu standardele FIFA. Câștigători au avansat în runda a doua de calificare.
| Echipa 1                   | Scor gen. | Echipa 2                   | Tur     | Retur      |
| Grupa 1                    | Grupa 1   | Grupa 1                    | Grupa 1 | Grupa 1    |
| -------------------------- | --------- | -------------------------- | ------- | ---------- |
| Dominica                   | 1–2       | Barbados                   | 1–1     | 0–1        |
| Insulele Turks și Caicos   | 2–3       | Sfânta Lucia               | 2–1     | 0–2        |
| Bermuda                    | 4–2       | Insulele Cayman            | 1–1     | 3–1        |
| Aruba                      | 0–4       | Antigua și Barbuda         | 0–3     | 0–1        |
| Grupa 2                    |           |                            |         |            |
| Belize                     | 4–2       | Sfântul Kitts și Nevis     | 3–11    | 1–1        |
| Bahamas                    | (a) 3–3   | Insulele Virgine Britanice | 1–1     | 2–22       |
| Republica Dominicană       | 0–1       | Puerto Rico                | N/A     | 0–1 (aet)3 |
| Grupa 3                    |           |                            |         |            |
| Insulele Virgine Americane | 0–10      | Grenada                    | N/A     | 0–103      |
| Surinam                    | 7–1       | Montserrat                 | N/A     | 7–14       |
| El Salvador                | 16–0      | Anguilla                   | 12–0    | 4–05       |
| Nicaragua                  | 0–3       | Antilele Olandeze          | 0–1     | 0–2        |

1 Belize meciul considerat acasă în Guatemala.
2 Și turul și returul s-au jucat în Bahamas.
3 S-a jucat un singur meci deoarece nu existau terenuri care să corespundă standardelor FIFA.
4 S-a jucat un singur meci în Trinidad și Tobago deoarece nu existau terenuri care să corespundă standardelor FIFA.
5 S-a jucat în Statele Unite deoarece Anguilla nu avea un stadion corespunzător.

## A doua rundă
În runda a doua primelor 13 selecționate CONCACAF (conform clasmentului FIFA din mai 2007), li se vor alătura cele 11 echipe victorioase din prima rundă.
| Echipa 1                     | Scor gen. | Echipa 2          | Tur     | Retur   |
| Grupa 1                      | Grupa 1   | Grupa 1           | Grupa 1 | Grupa 1 |
| ---------------------------- | --------- | ----------------- | ------- | ------- |
| Statele Unite                | 9–0       | Barbados          | 8–0     | 1–0     |
| Guatemala                    | 9–1       | Sfânta Lucia      | 6–0     | 3–11    |
| Trinidad și Tobago           | 3–2       | Bermuda           | 1–2     | 2–0     |
| Antigua și Barbuda           | 3–8       | Cuba              | 3–4     | 0–4     |
| Grupa 2                      |           |                   |         |         |
| Belize                       | 0–9       | Mexic             | 0–22    | 0–7     |
| Jamaica                      | 13–0      | Bahamas           | 7–0     | 6–03    |
| Honduras                     | 6–2       | Puerto Rico       | 4–0     | 2–2     |
| Sfântul Vincent și Grenadine | 1–7       | Canada            | 0–34    | 1–4     |
| Grupa 3                      |           |                   |         |         |
| Grenada                      | 2–5       | Costa Rica        | 2–2     | 0–3     |
| Surinam                      | 3–1       | Guiana            | 1–0     | 2–1     |
| Panama                       | 2–3       | El Salvador       | 1–0     | 1–3     |
| Haiti                        | 1–0       | Antilele Olandeze | 0–0     | 1–0     |

1 Saint Lucia a jucat meciul de acasă în Statele Unite.
2 Belize a jucat meciul de acasă în Statele Unite.
3 Bahamas a jucat meciul de acasă în  Jamaica.
4 Ordinea meciurilor a fost inversată.

## A treia rundă
Câștigătorii din runda a doua a calificărilor au fost împărțiți în trei grupe de către patru, echipele au jucat meciuri în sistem tur-retur. Primele două echipe din fiecare grupă a avansat în grupa din runda a patra de calificare.

### Grupa 1
| Echipa             | M | V | E | Î | GM | GP | G   | Pct |
| ------------------ | - | - | - | - | -- | -- | --- | --- |
| Statele Unite      | 6 | 5 | 0 | 1 | 14 | 3  | +11 | 15  |
| Trinidad și Tobago | 6 | 3 | 2 | 1 | 9  | 6  | +3  | 11  |
| Guatemala          | 6 | 1 | 2 | 3 | 6  | 7  | −1  | 5   |
| Cuba               | 6 | 1 | 0 | 5 | 5  | 18 | −13 | 3   |

|                    | Cuba  | Guatemala | Trinidad și Tobago | Statele Unite ale Americii |
| ------------------ | ----- | --------- | ------------------ | -------------------------- |
| Cuba               | –     | 2 – 1     | 1 – 3              | 0 – 1                      |
| Guatemala          | 4 – 1 | –         | 0 – 0              | 0 – 1                      |
| Trinidad și Tobago | 3 – 0 | 1 – 1     | –                  | 2 – 1                      |
| Statele Unite      | 6 – 1 | 2 – 0     | 3 – 0              | –                          |

### Grupa 2
| Echipa   | M | V | E | Î | GM | GP | G  | Pct |
| -------- | - | - | - | - | -- | -- | -- | --- |
| Honduras | 6 | 4 | 0 | 2 | 9  | 5  | +4 | 12  |
| Mexic    | 6 | 3 | 1 | 2 | 9  | 6  | +3 | 10  |
| Jamaica  | 6 | 3 | 1 | 2 | 6  | 6  | 0  | 10  |
| Canada   | 6 | 0 | 2 | 4 | 6  | 13 | −7 | 2   |

|          | Canada | Honduras | Jamaica | Mexic |
| -------- | ------ | -------- | ------- | ----- |
| Canada   | –      | 1 – 2    | 1 – 1   | 2 – 2 |
| Honduras | 3 – 1  | –        | 2 – 0   | 1 – 0 |
| Jamaica  | 3 – 0  | 1 – 0    | –       | 1 – 0 |
| Mexic    | 2 – 1  | 2 – 1    | 3 – 0   | –     |

### Grupa 3
| Echipa      | M | V | E | Î | GM | GP | G   | Pct |
| ----------- | - | - | - | - | -- | -- | --- | --- |
| Costa Rica  | 6 | 6 | 0 | 0 | 20 | 3  | +17 | 18  |
| El Salvador | 6 | 3 | 1 | 2 | 11 | 4  | +7  | 10  |
| Haiti       | 6 | 0 | 3 | 3 | 4  | 13 | −9  | 3   |
| Surinam     | 6 | 0 | 2 | 4 | 4  | 19 | −15 | 2   |

|             | Costa Rica | El Salvador | Haiti | Surinam |
| ----------- | ---------- | ----------- | ----- | ------- |
| Costa Rica  | –          | 1 – 0       | 2 – 0 | 7 – 0   |
| El Salvador | 1 – 3      | –           | 5 – 0 | 3 – 0   |
| Haiti       | 1 – 3      | 0 – 0       | –     | 2 – 2   |
| Surinam     | 1 – 4      | 0 – 2       | 1 – 1 | –       |

## A patra rundă
În a patra rundă de calificare echipele au format o singură grupă de șase în care fiecare echipă a jucat cu celelalte un meci acasă și unul în deplasare pentru un total de 10 meciuri fiecare. Primele treiau oținut calificarea la Campionatul Mondial, iar selecționata de pe locul patru a obținut dreptul de a participa la play-offulîmpotriva echipei de pe locul 5 din zona sud-americană.
Tragerea la sorți pentru a stabili programul acestei runde a avut loc în Johannesburg, Africa de Sud la 22 noiembrie 2008.
| Statele Unite      | 10 | 6 | 2 | 2 | 19 | 13 | +6  | 20 |
| Mexic              | 10 | 6 | 1 | 3 | 18 | 12 | +6  | 19 |
| Honduras           | 10 | 5 | 1 | 4 | 17 | 11 | +6  | 16 |
| Costa Rica         | 10 | 5 | 1 | 4 | 15 | 15 | 0   | 16 |
| El Salvador        | 10 | 2 | 2 | 6 | 9  | 15 | −6  | 8  |
| Trinidad și Tobago | 10 | 1 | 3 | 6 | 10 | 22 | −12 | 6  |

|                    | Costa Rica | El Salvador | Honduras | Mexic | Trinidad și Tobago | Statele Unite ale Americii |
| ------------------ | ---------- | ----------- | -------- | ----- | ------------------ | -------------------------- |
| Costa Rica         | –          | 1–0         | 2–0      | 0–3   | 4–0                | 3–1                        |
| El Salvador        | 1–0        | –           | 0–1      | 2–1   | 2–2                | 2–2                        |
| Honduras           | 4–0        | 1–0         | –        | 3–1   | 4–1                | 2–3                        |
| Mexic              | 2 –0       | 4–1         | 1–0      | –     | 2–1                | 2–1                        |
| Trinidad și Tobago | 2–3        | 1–0         | 1–1      | 2–2   | –                  | 0–1                        |
| Statele Unite      | 2–2        | 2–1         | 2–1      | 2–0   | 3–0                | –                          |

- Statele Unite, Mexic și Honduras s-au calificat pentru CMF 2010.
- Costa Rica a obținut dreptul de a participa la playofful interfederații.

## Playofful împotriva CONMEBOL
Echipa de pe locul 4 a jucat cu echipa de pe locul 5 din zona CONMEBOL de calificare pentru un loc la Campionatul Mondial de Fotbal 2010. Playofful s-a jucat în sistem tur-retur.
Tragerea pentru a stabii ordinea meciurilor s-a desfășurat la data de 2 iulie 2009 în timpul Congresului FIFA din Nassau, Bahamas. În urma acestei trageri sa stabilit că echipa CONCACAF va juca primul meci acasă.
| Echipa 1   | Scor gen. | Echipa 2 | Tur | Retur |
| ---------- | --------- | -------- | --- | ----- |
| Costa Rica | 1–2       | Uruguay  | 0–1 | 1–1   |

## Clasament marcatori
S-au marcat în total 349 goluri în 109 meciuri, rezultând o medie de 3,20 goluri pe meci.
| Locul | Jucătorul          | Total goluri | Goluri pe rundă | Goluri pe rundă | Goluri pe rundă | Goluri pe rundă | Goluri pe rundă |
| Locul | Jucătorul          | Total goluri | R1              | R2              | R3              | R4              | PO              |
| ----- | ------------------ | ------------ | --------------- | --------------- | --------------- | --------------- | --------------- |
| 1     | Rudis Corrales     | 8            | 6               | 0               | 1               | 1               | X               |
| 2     | Carlos Pavón       | 7            | —               | 0               | 0               | 7               | Q               |
| 2     | Luton Shelton      | 7            | —               | 5               | 2               | X               | X               |
| 4     | Ali Gerba          | 6            | —               | 4               | 2               | X               | X               |
| 4     | Bryan Ruiz         | 6            | —               | 1               | 3               | 2               | 0               |
| 4     | Eliseo Quintanilla | 6            | 1               | 2               | 1               | 2               | X               |
| 4     | Carlos Ruíz        | 6            | —               | 4               | 2               | X               | X               |
| 4     | Carlo Costly       | 6            | —               | 0               | 1               | 5               | Q               |
| 4     | Jozy Altidore      | 6            | —               | 0               | 1               | 5               | Q               |
| 10    | Celso Borges       | 5            | —               | 0               | 2               | 3               | 0               |
| 10    | Wensley Christoph  | 5            | 2               | 0               | 3               | X               | X               |
| 10    | Clint Dempsey      | 5            | —               | 2               | 2               | 1               | Q               |

"—" = nu a jucat în prima rundă
"X" = eliminat
"Q" = echipa s-a calificat pentru CMF 2010 și nu a participat la playoff.
4 goluri
| - Álvaro Saborío - Roberto Linares - Ronald Cerritos - Rodolfo Zelaya | - Ricky Charles - David Suazo - Keon Daniel | - Michael Bradley - Brian Ching - Landon Donovan |

3 goluri
| - Armando Alonso - Shawn Hasani Martin - Jason Roberts - Ramón Núñez | - Fernando Arce - Cuauhtémoc Blanco - Jared Borgetti - Andrés Guardado | - Pável Pardo - Carlos Vela - Clifton Sandvliet - Dwight Yorke |

2 goluri
| - Kerry Skepple - Deon McCauley - Devaun Degraff - John Barry Nusum - Anadale Williams - Dwayne De Rosario - Alejandro Alpízar - Walter Centeno - Andy Furtado - Froylan Ledezma - Roy Myrie - Victor Núñez - Alonso Solís - Jaime Colomé - Jeniel Márquez | - Jaine Valencia - Cristian Castillo - Julio Martínez - Osael Romero - William Antonio Torres - Mario Rafael Rodríguez - Gonzalo Romero - Abner Trigueros - Julio César de León - Amado Guevara - Wilson Palacios - Deon Burton - Marlon King - Omar Bravo | - Guillermo Franco - Peter Villegas - Kenwin McPhee - Raydell Schuurman - Russell Latapy - Kerry Baptiste - Carlos Edwards - Cornell Glenn - Stern John - Kenwyne Jones - DaMarcus Beasley - Carlos Bocanegra - Conor Casey - Charlie Davies |

1 gol
| - Okeem Challenger - George Dublin - Gayson Gregory - Tyio Simon - Teran Williams - Michael Bethel - Demont Mitchell - Lesly St. Fleur - Dwayne Stanford - Rashida Williams - Harrison Roches - Elroy Smith - Tyrell Burgess - Kwame Steede - Rohan Lennon - Julián de Guzmán - Andrew Hainault - Issey Nakajima-Farran - Tomasz Radzinski - Adrian Serioux - Marshall Forbes - Allean Grant - Randall Azofeifa - Junior Diaz - Freddy Fernández - Pablo Herrera - Leonel Duarte - Hensy Muñoz - Allianni Urgelles - Richard Pacquette - Luis Alonso Anaya - Cesar Larios | - Carlos Romeo Monteagudo - Emerson Umaña - Byron Bubb - Dorset Langaigne - Patrick Modeste - Shane Rennie - Jose Manuel Contreras - Carlos Gallardo - Marco Pappa - Nigel Codrington - Frantz Bertin - Brunel Fucien - Leonel Saint-Preux - Alain Vubert - Walter Martinez - Hendry Thomas - Melvin Valladares - Omar Cummings - Omar Daley - Ricardo Fuller - Ricardo Gardner - Ian Goodison - Tyrone Marshall - Demar Phillips - Andy Williams - Nery Castillo - Israel Castro - Giovani Dos Santos - Jonny Magallón - Rafael Márquez - Francisco Palencia - Óscar Rojas | - Miguel Sabah - Carlos Salcido - Matías Vuoso - Vladimir Farrell - Anton Jongsma - Tyrone Loran - Angelo Zimmerman - Jose Luis Garces - Luis Tejada - Chris Megaloudis - Orlando Mitchum - Gerard Williams - Titus Elva - Gilbert Nihyme - Marlon James - Kenzo Huur - Melvin Valies - Germaine Van Dijk - Cleon Wondel - Darryl Roberts - Collin Samuel - Hayden Tinto - Gavin Glinton - David Lowery - Freddy Adu - Ricardo Clark - Kenny Cooper - Frankie Hejduk - Eddie Johnson - Eddie Lewis - Oguchi Onyewu |

Autogol
| - Dario Sierra (pentru Antigua and Barbuda) - Daryl Ferguson (pentru Statele Unite) - Tervor Lennen (pentru Mexic ) | - Marvin González (pentru Mexic ) - Ricardo Osorio (pentru Honduras) - Eugene Martha (pentru Haiti) | - Marlon Felter (pentru El Salvador) - Derrik Garden (pentru El Salvador) - Dwight Ferguson (pentru Grenada) |